# 分梅町
分梅町（ぶばいちょう）は、東京都府中市の地名。現行行政地名は分梅町一丁目から分梅町五丁目。
郵便番号は183-0033。

## 地理
府中市の中央西に位置する。

東から時計回りで、府中市片町、府中市本町、府中市南町、府中市住吉町、府中市日新町、府中市本宿町、府中市美好町、に隣接する。

## 歴史
「分梅」は、古くは「分倍」とも表記した。「ぶばい」という地名の由来について、はっきりしたことは不明である。律令制の時代に、多摩川の氾濫の影響を受けて収量の少ないこの地域では口分田の広さを倍にしたため、という説もある。
武蔵国府に近いこの周辺一帯の多摩川の河原は「分倍河原」と呼ばれた。鎌倉街道が通る分倍河原から関戸（現在の多摩市）付近は要衝であり、中世にたびたび戦場となったこと（分倍河原の戦い）で知られる。分倍には鎌倉街道の宿駅があった。

## 交通

### 鉄道
| 隣接する街区の駅                          |
| ----------------------------------------- |
| 南武線 京王線 - 分倍河原駅(JN 21) (KO 25) |

- 分倍河原駅は、府中市片町が所在地となる。街区境界に接して存在している。